# Cleistanthus meeboldii
Cleistanthus meeboldii är en emblikaväxtart som beskrevs av Eugene Jablonszky. Cleistanthus meeboldii ingår i släktet Cleistanthus och familjen emblikaväxter.
Artens utbredningsområde är Burma. Inga underarter finns listade i Catalogue of Life.